# Владислав Бартошевський
Владислав Бартошевський (пол. Władysław Bartoszewski; 19 лютого 1922, Варшава — 24 квітня 2015, там само) — польський державний і політичний діяч, дипломат, історик, публіцист.

## Біографія

### Освіта та наукова діяльність
Народився 19 лютого 1922 у Варшаві. Випускник Гімназії ім. Станіслава Костки у Варшаві 1937 року та Гуманітарного ліцею освітньо-виховного товариства «Майбутнє» у Варшаві 1939 року. З жовтня 1941 до початку 1944 року вивчав полоністику на таємному Гуманітарному факультеті Варшавського університету (УВ). В грудні 1948 року прийнятий на ІІІ курс полоністики Гуманітарного факультету УВ. Навчання було перерване арештом в грудні 1949 року та п'ятирічним перебуванням у в'язниці. У листопаді 1958 року був прийнятий на полоністику Філологічного факультету Варшавського університету (екстерном). Написав магістерську роботу, але за рішенням ректора УВ Станіслава Турського був викреслений зі списку студентів.
В 1973—1982 та 1984—1985 у ранзі старшого викладача роках провадив заняття з новітньої історії (з натиском на період війни та окупації) на Кафедрі історії Нової Польщі на Факультеті гуманітарних наук Католицького університету в Любліні.
В 1983—1984 та 1986—1988 роках був гостьовим професором в Інституті політичних наук Факультету суспільних наук Університету Людвіга-Максиміліана в Мюнхені (на цьому ж університеті також в Інституті наук про медіа в 1989—1990 роках). В 1985—1986 навчальному році викладав на Факультеті історії та суспільних наук Католицького університету Айхштат в ФРН. З 1988 по 1989 рік викладав на Кафедрі політичних наук Філософського факультету Університету в Аусгбурзі.

### Діяльність

#### Під час Другої світової війни
У вересні 1939 року після початку нападу Третього Рейху на Польщу брав участь у громадянській обороні Варшави як носильник. З травня 1940 року працював в адміністрації Польського Червоного Хреста у Варшаві.
19 вересня 1940 року був затриманий в районі Жолібож у масовій облаві організованій німецькими окупантами. З 22 вересня 1940 року був в'язнем німецького концтабору Аушвітц (Освєнцим) за номером 4427. Звільнений з табору 8 квітня 1941 року, правдоподібно завдяки старанням Польського Червоного Хреста.
Після звільнення зв'язався із Союзом збройної боротьби. Влітку 1941 року передав до Відділу інформації Бюро інформації та пропаганди Головної комендатури Армії Крайової (АК) звіт про перебування у таборі. Влітку 1942 року включився в діяльність Фронту Відродження Польщі (ФВП) — підпільної католицької суспільно-виховної та допоміжної організації, очолюваної Зофією Коссак.
У серпні 1942 року став вояком Армії Крайової. Працював референтом Підвідділу «Р» Відділу інформації Бюро інформації та пропаганди Головної комендатури АК під псевдо «Теофіл», де співпрацював із Казимежем Мочарським. З вересня 1942 року включився у діяльність Тимчасового комітету допомоги євреям «Жеґота» (у грудні перейменованого на Раду допомоги євреям «Жеґота» при Делегатові Уряду РП на Край), був членом «Жеґоти» до Варшавського повстання.
З листопада 1942 до вересня 1942 року працював секретарем редакції католицького щомісячника «Prawda», друкованого органу ФВП, а з осені 1942 до весни 1944 року був головним редактором католицького щомісячника «Prawda Młodych» («Правда молодих»), скерованого від ФВП до молоді.
У листопаді 1942 року в рамках діяльності Делегатури Уряду РП на Край займався допомогою в'язням, в тому числі засудженим на «Пав'яку» — неіснуючій нині слідчій тюрмі на вул. Павичевій. У лютому 1943 року працював в Єврейському рефераті Департаменту внутрішніх справ Делегатури Уряду РП. Займався організацією допомоги для учасників Повстання в Варшавському гетто в квітні 1943 року.
З 1 серпня 1944 року брав участь у Варшавському повстанні. Був ад'ютантом керівника радіо-інформаційного осередку «Asma» та головним редактором часопису «Wiadomości z Miasta i Wiadomości Radiowe» 20 вересня нагороджений Срібним Хрестом Заслуги з Мечами. 1 жовтня підвищений керівником АК генералом Тадеушем Коморовським «Бором» до ступеня підпоручика. 4 жовтня нагороджений Хрестом Хоробрих (пол. Krzyż Walecznych).
Покинув Варшаву 7 жовтня 1944 року. Підпільну діяльність продовжував в Бюро інформації та пропаганди ГК АК у Кракові. З листопада 1944 до січня 1945 року виконував функції секретаря редакції «Інформаційного бюлетеня» («Biuletyn Informacyjny»). Під кінець лютого 1945 року повернувся до Варшави, до розпочав службу в інформаційно-пропагандистському відділі організації «Ні».

#### Період ПНР

##### Часи сталінізму
З травня до серпня 1945 року служив у VI відділі (до справ інформації і пропаганди) штабу Делегатури Збройних Сил на Край. Його керівником був Казимєж Мочарський. 10 жовтня 1945 року відкрив факт служби в АК перед Ліквідаційною комісією Центрального терену АК.
Восени 1945 року співпрацював із Інститутом національної пам'яті при Президії Ради Міністрів та з Головною комісією дослідження німецьких злочинів у Польщі, переказуючи їм матеріали щодо гітлерівських злочинів, ситуації в концтаборах та про трагедію винищення євреїв.
У лютому 1946 року почав працювати в редакції «Народної газети» (пол. «Gazeta Ludowa»), центрального органу Польської селянської партії (ПСЛ, пол. Polskie Stronnictwo Ludowe) Станіслава Миколайчика. Незабаром вступив в члени ПСЛ, котре було на той час єдиним значимим опозиційним угрупуванням щодо комуністичних властей. У вересні 1946 року був обраний членом повітового управління партії в районі Варшава Середмістя. У текстах, публікованих в «Народій газеті», нагадував про діяльність видатних постатей Польської Підпільної Держави, події пов'язані із боротьбою за визволення держави (в тому числі цикл нарисів про Варшавське повстання під титулом «Дні столиці в боротьбі» (пол. «Dni walczącej stolicy»)).
У зв'язку з діяльністю в опозиційному ПСЛ невдовзі був репресований. 15 листопада 1946 року пі фальшивим звинуваченням у шпигунстві був арештований та ув'язнений у садибі Міністерства публічної безпеки. У грудні його перевели до в'язниці на вул. Раковецькій, звідки був звільнений 10 квітня 1948 року, завдяки допомозі Зофії Рудницької, екс-керівника бюро «Жеґоти», котра працювала в Міністерстві юстиції. Вдруге арештований 14 грудня 1949 року. 29 травня 1952 року засуджений Військовим районним судом у Варшаві на 8 років позбавлення волі за шпигунство. З огляду на поганий стан здоров'я в серпні 1954 року звільнений на річну перерву в відбуванні покарання. 2 березня 1955 року за вироком Вищого військового суду був визнаний невинним. Повернувся до публіцистичної діяльності, отримавши посаду керівника редакції фахових видань Товариства польських бібліотекарів. З того ж часу знаходився в полі зору спецслужб.

##### Діяльність після 1956 року
З липня 1956 року публікувався в тижневику «Stolica», з січня 1957 року став членом редакції, а з літа 1958 по грудень 1960 року був її секретарем. З липня до вересня 1956 року опублікував серію статей на тему Варшавського повстання в тижневику «Świat». У серпні 1957 року почав співпрацювати з краківським католицьким «Тиґодніком повшехним» (пол. «Tygodnik Powszechny»).
18 квітня 1963 року був нагороджений Кавалерським Хрестом Ордену Відродження Польщі за допомогу євреям під час війни, за поданням Єврейського історичного інституту. З вересня по листопад 1963 року перебував в Ізраїлі на запрошення Інституту Яд ва-Шем, де від імені Ради допомоги євреям «Жеґота» отримав диплом Праведника народів світу (медаль Праведника світу отримав в 1966 році).
З листопада по грудень 1963 року перебував у Австрії, де зав'язав чимало контактів із австрійським інтелектуальним та політичним середовищем. У листопаді 1963 року почав співпрацю з Радіо «Вільна Європа» (польський аналог Радіо «Свобода»). У подальшому виїздив також до ФРН, Великої Британії, Італії, Ізраїлю, а також до США, де мав контакти переважно із представниками польської еміграції (поміж інших з Яном Новаком-Єзьоранським, Адамом і Лідією Цьолкошами, Яном Карським, Чеславом Мілошем та Ґуставом Герлінгом-Ґрудзінським).
З 1969 по 1973 рік був головою Варшавського відділу Товариства приятелів книги, а в грудні 1969 року був обраний до Управління польського ПЕН-Клубу. Поміж 1972 та 1983 роками виконував обов'язки генерального секретаря польського ПЕН-Клубу.
Був дійсним членом І Конгресу польської культури 11 та 12 грудня 1981 року, перерваного через запровадження воєнного стану. З липня 1982 року входить до колективу «Тиґодніка повшехного» (звідки вийшов лише в 2007 році після персональних змін у редакції). В 1984 році став почесним доктором Hebrew College в Балтиморі (США) та диплом визнання Американського єврейського комітету в Нью-Йорку. В 1984 році став дійсним членом Інституту Юзефа Пілсудського в Америці, а в 1986 році одним із віце-президентів Інституту для Польсько-єврейських студій в Оксфорді. В 1986 році президент Польщі в екзилі Едвард Рачинський нагородив Бартошевського Командорським Хрестом із Зіркою Ордену Відродження Польщі.
Брав участь у багатьох міжнародних конференціях і симпозіумах, присвячених проблематиці Другої світової війни, трагедії євреїв Європи, польсько-німецьких та польсько-єврейських стосунків та ролі інтелектуалістів у політиці. Виголосив низку рефератів та лекцій та різного роду міжнародних форумах.

##### Опозиційна діяльність в ПНР
В 1970 році у зв'язку з активною опозиційною діяльністю та контактами на Заході Бартошевському заборонено друкуватися в Польщі (це тривало до осені 1974 року). Також був переслідуваний через постійні обшуки, поширення фальшивок щодо нього, не міг отримати паспорту для виїзду за кордон, в 1971—1973 року проти нього проводилося прокурорське слідство.
У 1974 році долучився до кампанії щодо помилування членів організації «Рух» (в тому числі Стефана Несьоловського, Анджея і Бенедикта Чумів). Співпрацював із Польським Незалежницьким Порозумінням. У січні 1976 року став одним із перших підписантів листа інтелектуалістів, що протестували проти змін в Конституції ПНР. З 1978 року був членом та викладачем Товариства наукових курсів.
21 серпня 1980 року підписав лист інтелектуалістів до страйкуючих робітників Узбережжя. У 1980—1981 роках був членом профспілки «Солідарність». У грудні 1980 року опинився серед засновників Комітету захисту ув'язнених за переконання при Комісії крайовій профспілки «Солідарність». Після запровадження воєнного стану 13 грудня 1981 року був інтернований, до 3 травня 1982 року.

#### Після падіння комунізму
З вересня 1990 по березень 1995 року виконував обов'язки посла Польщі в Австрії. В 1995 році став міністром закордонних справ в уряді Юзефа Олекси (по квоті президента Леха Валенси). 28 квітня 1995 року в Бонні під час урочистого засідання Бундестагу і Бундесрату присвяченого 50-й річниці закінчення Другої світової війни як єдиний закордонний промовець мав виступ, що тривав більше години.
22 грудня 1995 року подає у відставку у зв'язку з закінченням президентської каденції Леха Валенси. Вдруге був керівником дипломатичного відомства з липня 2000 до жовтня 2001 року в уряді Єжи Бузека. В 1997—2001 роках засідав у Сенаті IV скликання. Був обраний за списком Унії Свободи в Варшавському воєводстві, хоч формально до цієї партії не належав. Головував у Комісії закордонних справ та в Комісії європейської інтеграції; у ролі найстаршого сенатора провадив перше засідання-відкриття Сенату («маршал-сеньйор»).
5 липня 2006 року підписав відкритого листа міністрів закордонних справ Третьої Речі Посполитої з критикою скасування саміту Веймарського трикутника. Саміт за участю президентів Польщі, Франції і Німеччини був скасований невдовзі до початку, офіційно з приводу хвороби Леха Качинського. Публікація листа викликала контркритику політиків правлячої коаліції та президента Качинського.
9 жовтня 2007 року був призначений головою Почесного комітету Громадянської платформи, перед позачерговими парламентськими виборами того ж року. Під час кампанії та після неї виголосив низку гострих критичних промов, що стосувалися правлячої партії Право і справедливість, головним чином щодо закордонної політики уряду Ярослава Качинського.
20 листопада 2007 року був призначений прем'єром Дональдом Туском міністром уряду в Канцелярії Голови Ради Міністрів та повноважного представника Голови Ради Міністрів до справ міжнародного діалогу. На цій посаді розпочав роботу 21 листопада 2007 року.

### Суспільна діяльність

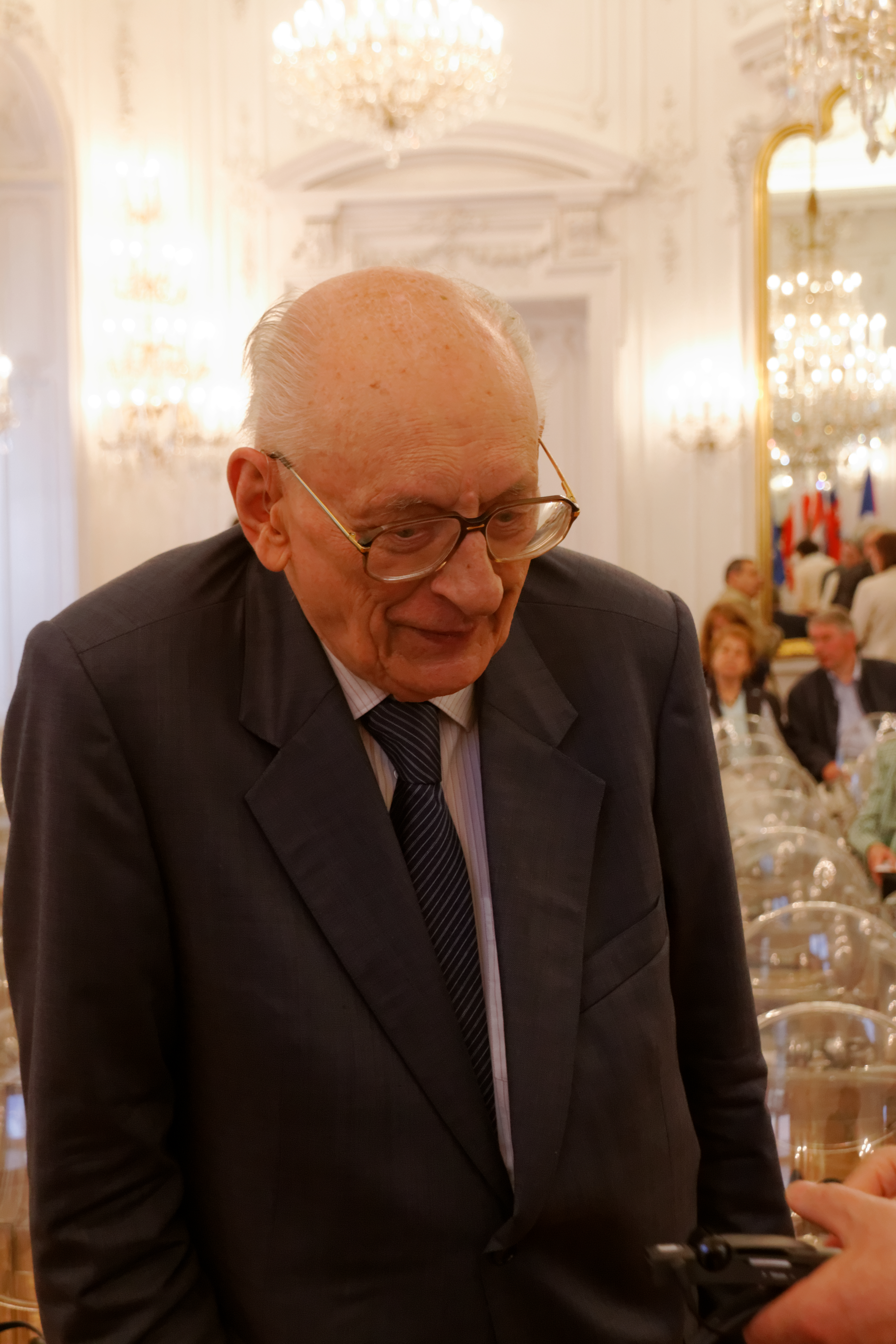
Budapest 2013

В 1990—2000 роках був головою Міжнародної ради Державного музею Аушвіц-Біркенау в Освєнцимі. З 2000 року ж головою Міжнародної Освєнцимської ради. В 1991—1995 роках був членом Ради польсько-єврейських стосунків при президенті РП. З березня 1995 року був віце-президентом польського ПЕН-Клубу, в 2001—2010 президентом, пізніше почесним президентом. У квітні 1998 року став членом Ради кураторів Національного музею ім. Оссолінських.
9 травня 2000 року включений президентом Олександром Кваснєвським до складу капітули Ордену Білого Орла. 14 лютого 2001 року капітула обрала Бартошевського секретарем. Відмовився засідати в капітулі в травні 2007 року, під час президентури Леха Качинського.
З червня 2001 року виконує функції голови Ради охорони пам'яті боротьби та мучеництва — державної організації, яка займається увіковіченням пам'яті про історичні події та боротьбу і страждання польського народу. 27 січня 2005 року виголосив промову на урочистостях з нагоди 60-х роковин визволення концентраційного табору Аушвіц-Біркенау як представник польських в'язнів. В 2009 році ініціював створення Фонду Аушвіц-Біркенау та став головою його ради.
Чимало років є гарячим прихильником польсько-єврейського та польсько-німецького поєднання, а водночас завдяки своїй публіцистичній і науковій діяльності дбає про збереження пам'яті щодо спадщини Польської Підпільної Держави, Варшавського повстання та про злочини нацистського і комуністичного тоталітаризмів.
З січня до червня 2006 року був головою наглядової ради Польських авіаліній LOT. В 2002—2006 роках головував, а згодом став почесним головою Ради Фонду «Центр національної творчості». З квітня 2009 року є почесним головою Товариства працівників, співпрацівників та приятелів Польського Радіо «Вільна Європа» ім. Яна Новака-Єзьоранського в Варшаві. Належить до Товариства польських письменників.
Головував у Раді Польського інституту міжнародних відносин. Відійшов з посади 29 серпня 2006 року, протестуючи тим самим проти звинуваченням віце-міністра національної оборони Антоні Мацеревича, нібито більшість попередніх міністрів закордонних справ були агентами радянських спецслужб.
25 лютого 2011 року на запрошення президента Броніслава Коморовського вдруге увійшов до складу капітули Ордену Білого Орла; 10 березня 2011 року став Канцлером Ордену.
Владислав Бартошевський залишався активним до останніх днів життя. Ще 19 квітня 2015 виступив з промовою на святкуванні 72-річчя Повстання у Варшавському гетто.

### Приватне життя
Владислав Бартошевський є сином Владислава і Беати Бартошевських. Одружений (дружина Зофія). Від першого шлюбу з Антоніною Міял-Бартошевською має сина Владислава Теофіла Бартошевського, котрий є істориком (поміж іншими, автор книги The Convent at Auschwitz), доктором суспільної антропології та інвестиційним банкіром.

## Автор
- «Варшавський перстень смерті 1939—1944 рр.» (1967);
- «1859 днів Варшави» (1974);
- «Польська підпільна держава» (1979);
- «На шляху до незалежності» (1987).

## Нагороди
- Лицар Військового і Госпітальєрського Ордену Святого Лазаря Єрусалимського;
- Удостоєний звання Праведник світу інституту Яд ва-Шем (Ізраїль);
- Великий Хрест ордену за заслуги (ФРН);
- Орден Білого Орла[3].
- Почесний доктор університетів: PUNO[pl] (Польський університет на вигнанні, Лондон 1981; Hebrew College (Балтімор, США 1984); Вроцлавського (1994); Університету Філліпа в Марбурзі (2001); Варшавського (2002); Гданського (2005); Католицького у Любліні (2008); Опольського (2008); Університету Хайфи, (Ізраїль, 2008); Вармінсько-Мазурського в Ольштині (2009); Лодзького (2009).
- Почесний громадянин міст: Варшава, Гдиня, Вроцлав, Гданськ, Щецин, Сопот, Краків, Нижньосілезького воєводства, гміни Освєнцим, гміни Баранув.
- Хрест свободи та солідарності (2015)[4]